# Jean Mézard
Pour les articles homonymes, voir Mézard.
Jean Mézard, né le 17 juin 1904 à Vayrac (Lot) et mort le 4 mars 1997 à Aurillac (Cantal), est un médecin et homme politique français. Il est maire d'Aurillac (1971-1977), président du conseil général du Cantal (1968-1976) et sénateur du cantal (1971-1980)

## Biographie
Jean Mézard est le fils de Gustave  Mézard, docteur en médecine et de Thérèse Bosredon, sans profession. Il épouse Amélie Vérani le 8 avril 1931 à Montvalent (Lot). Il est le père de l'homme politique Jacques Mézard et le grand-père du physicien Marc Mézard.

## Détail des fonctions et des mandats

### Mandats locaux
- Membre de la Commission administrative départementale (1941-1942)[4]
- Conseiller départemental du Cantal (à partir de 1942)[5]
- Conseiller général du canton d'Aurillac-Sud (1959-1973), puis du canton d'Aurillac-I (1973-1976)
- Maire d'Aurillac (1971-1977)
- Président du conseil général du Cantal (1968-1976)

### Mandat parlementaire
- 26 septembre 1971 - 1er octobre 1980 : Sénateur du Cantal